# Lluçars
Lluçars és un poble de la comarca de la Noguera (Catalunya) que pertany al municipi de Vilanova de Meià. Està situat en un altiplà a la dreta del riu de les Segues a 622 metres del nivell del mar.
Aquesta antiga vila closa, està dominada per l'església de Sant Pere i les restes del castell, conegut també com el palau del marquès de Dues Aigües. Destaquen la gran bellesa i tipisme dels seus carrerons medievals.
El temple parroquial de Sant Pere és un edifici reinaxentista-barroc que data de l'any 1630. Aquest fou reedificat el 1730 quan es va posar l'actual portalada i la làpida que ho recorda.

## Història

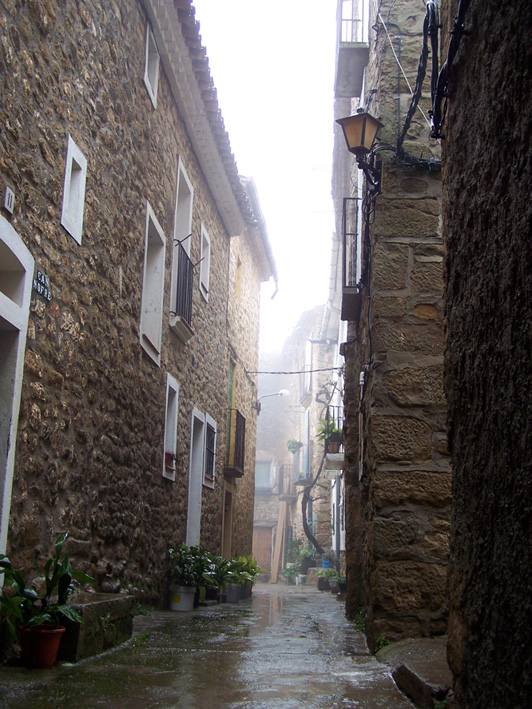
Carrers de Lluçars en un dia de pluja i broma

El primer document on es menciona la població data de l'any 1376, tot i que hi ha constància de diferents assentaments ja des del Neolític.
Antigament, el poble, havia estat la capital de la Baronia de la Vansa, una antiga jurisdicció senyorial formada per les poblacions de Lluçars, Boada, Tòrrec i la Vansa. L'any 1836, amb la desaparició de les jurisdiccions senyorials, passà a establir-se com a municipi. Pocs anys després s'hi incorporarien les localitats de Gàrzola i Argentera. El 1926 Lluçars deixa de ser el cap del municipi de la Baronia de la Vansa en integrar-se al de Vilanova de Meià.

## Curiositats
A la comarca aragonesa de la Ribagorça existeix un poble amb el mateix nom. Aquest rep oficialment el nom de Luzás a causa de la castellanització del terme català.
Referint-se a terme ribagorçà, el lingüista Joan Coromines, afirmava que l'origen del topònim deriva del verb "llossar", que en el català de l'època feudal, significava "esmolar les eines". El seu estudi de documentació antiga revela que Lluçars s'escrivia amb "o" (Loçars), paraula que significava 'grup de ferreries'.
És de suposar que el nom del terme de la Noguera té el mateix origen.

## Festivitats
Celebra la Festa del Roser el dia 2 de maig i la Festa Major d'Estiu el tercer dissabte i diumenge de setembre.